# Farmaco antianginoso
I farmaci antianginosi sono un gruppo di farmaci usati nella terapia della angina pectoris sia essa stabile, instabile o variante.

## Fisiopatologia
L'angina pectoris è un dolore toracico costrittivo scaturito dallo squilibrio tra la quantità di ossigeno fornita attraverso il flusso coronarico e le richieste del miocardio.
L'angina stabile è un'entità clinica-patologica caratterizzata da dolore toracico che si manifesta in seguito ad uno sforzo la cui intensità può essere ben definita dal paziente; alla base di questo profilo clinico è presente un'ostruzione ateromatosa di un vaso coronarico principale che per la quale, benché venga preservato un adeguato flusso a riposo, non è possibile far fronte all'aumentata richiesta di ossigeno da parte del miocardio in corso di sforzo. La sintomatologia viene alleviata da riposo per il ristabilirsi di un adeguato flusso coronarico.
L'angina instabile viene invece considerata una sindrome coronarica acuta e definita come un'entità clinico-patologica in cui è possibile rilevare cambiamenti nella frequenza, nella durata e dell'intensità degli attacchi anginosi. In questo senso, un'angina stabile che si modifichi diventando più frequente o assumendo un'intensità o una durata maggiore o che si verifichi a riposo (ma che non si accompagna ad innalzamento degli enzimi di necrosi cardiaca), può essere definita angina instabile. Alla base di questo profilo clinico sono presenti eventi di instabilità della placca coronarica, come la fissurazione della stessa e la formazioni di aggregati piastrinici non stabili e non occlusivi.
L'angina variante o di Prinzmetal è un'entità clinico-patologica caratterizzata da dolore anginoso dovuto a vasospasmo delle arterie coronarie e conseguente ridotta perfusione miocardica.

## Meccanismo d'azione
Il principale meccanismo d'azione dei farmaci antianginosi è la riduzione della richiesta miocardica di ossigeno. Tale riduzione può essere ottenuta attraverso:
- Riduzione della frequenza cardiaca. In questo modo si impone al cuore un lavoro minore. Non solo; alla diminuita frequenza cardiaca fa seguito un aumento del tempo di riempimento diastolico e quindi un aumento del tempo di perfusione coronarica (contrariamente agli altri organi, la perfusione cardiaca avviene in diastole).
- Riduzione del precarico ventricolare o pressione ventricolare telediastolica (alla fine diastole). Riducendo la quantità di sangue all'interno dei ventricoli si riduce anche la forza che il miocardio deve esercitare contro la tensione parietale.
- Riduzione del postcarico ventricolare o pressione arteriosa diastolica (all'inizio della sistole). Il postcarico rappresenta la pressione a cui deve far fronte il miocardio all'inizio della sistole. Tale pressione è rappresentata dalla pressione arteriosa diastolica; la riduzione della pressione arteriosa consente al miocardio di lavorare a regimi pressori minori.

I nitrati e i calcio antagonisti agiscono inoltre riducendo lo spasmo coronarico e quindi aumentando la disponibilità di ossigeno a livello miocardio.
I calcio antagonisti e, in misura minore, i beta bloccati portano ad una diminuzione della concentrazione del calcio intracitoplasmatico; tale evento si associa ad una diminuzione dell'inotropismo cardiaco e conseguente riduzione delle richieste metaboliche miocardiche.

## Principali classi farmacologiche
I principali farmaci antianginosi sono i nitrati/nitriti, i calcio antagonisti e i beta bloccanti. Mentre i primi sono utilizzati in corso di evento acuto, i calcio antagonisti e i beta bloccanti sono utilizzati come terapia di supporto e di prevenzione delle crisi anginose. I calcio antagonisti sono inoltre utilizzati come terapia di prima scelta in caso di angina variante (prevenzione del vasospasmo).

### Nitrati e nitriti
I nitrati e i nitriti agiscono rilasciando ossido di azoto (NO), sostanza in grado di attivare la guanilato ciclasi a livello delle cellule muscolari lisce dei vasi sanguigni. Di conseguenza si ha un aumento della concentrazione intracellulare di cGMP, evento che innesca la defosforilazione delle catene leggere della miosina e la conseguente rottura dei ponti actina-miosina. Altri meccanismi d'azione sono stati indagati, come la produzione di prostaglandina E e di PGI2. Un ulteriore effetto dei nitrati consiste nella apertura dei canali del potassio e conseguente iperpolarizzazione della membrana muscolare. Tali effetti si esplicano con una drastica diminuzioni delle resistenze periferiche, soprattutto di quelle venose. Le vene, così dilatate, fungono da vasi di capacitanza accogliendo una quantità maggiore di sangue e provocando quindi una riduzione del ritorno venoso e una conseguente riduzione del precarico. La riduzione del precarico comporta un minore lavoro miocardico e conseguente riduzione della richiesta di ossigeno. Al di là di questo effetto si può considerare:
- riduzione della pressione arteriosa (riduzione del postcarico)
- riduzione del tempo di eiezione e aumento del tempo di riempimento diastolico
- vasodilatazione delle arterie coronarie epicardiche e conseguente aumento del flusso miocardico
- vasodilatazione dei circoli coronarici collaterali
- diminuzione della pressione diastolica nel ventricolo sinistro e conseguente aumento della pressione differenziale tra i seni del Valsalva e i rami coronarici endocardici

I principali farmaci della categoria dei nitrati/nitriti sono:
- trinitrato di glicerolo
- tetranitrato di pentaeritritolo
- isosorbide dinitrato
- nitrito di amile.

I  principali effetti avversi dei nitrati/nitriti sono:
- tachicardia riflessa per attivazione simpatica riflessa da ipotensione
- ipotensione ortostatica per vasodilatazione venosa
- cefalea pulsante per vasodilatazione delle arterie craniche

Si deve inoltre considerare che i nitrati, in virtù dell'effetto rilassante sulla muscolatura liscia, possono provocare broncodilatazione, diminuzione del tono esofageo, del tratto gastrointestinale e delle vie biliari e del tratto genitourinario.

### Calcio antagonisti
I calcio antagonisti sono molecole in grado di interferire con l'attività dei canali per il calcio di tipo L prevenendo l'ingresso di calcio nel compartimento intracitoplasmatico. In particolare,  il legame farmaco recettore riduce la frequenza di apertura in risposta agli stimoli depolarizzanti. Una minore quantità di calcio all'interno del citoplasma comporta:
- vasodilatazione vascolare periferica con diminuzione della pressione arteriosa (diminuzione del postcarico)
- vasodilatazione coronarica con aumento del apporto ematico al miocardio
- riduzione della contrattilità miocardica (effetto inotropo negativo)
- diminuzione della frequenza di scarica del nodo seno-atriale (effetto cronotropo negativo)
- diminuzione della velocità di conduzione a livello del nodo atrioventricolare (effetto dromotropo negativo).

La somma di tali effetti comporta:
- diminuzione del fabbisogno miocardio di ossigeno in quanto si ha:
  - diminuzione del precarico
  - diminuzione del postcarico
  - diminuzione del tempo di eiezione cardiaca
  - diminuzione della forza di contrazione cardiaca
- aumento della perfusione coronarica in quanto si ha:
  - vasodilatazione coronarica
  - aumento del tempo di riempimento diastolico

I principali calcio antagonisti sono:
- Diidropiride
  - Amlodipina
  - Felodipina
  - Isradipina
  - lercanidipina
  - Nicardipina
  - Nifedipina
  - Nimodipina
  - Nisoldipina
  - Nitrendipina
- Cardiospecifici
  - Diltiazem
  - Verapamil
  - Bepridil

Gli effetti avversi dei calcio antagonisti sono conseguenza diretta del meccanismo d'azione e possono essere prevenuti da un dosaggio accurato e controllato; si possono manifestare episodi di bradicardia, ipotensione, blocco atrio ventricolare e scompenso cardiaco congestizio. Ulteriori effetti collaterali che non richiedono la sospensione della terapia sono:
- edemi declivi, soprattutto serale e alle caviglie
- iperplasia gengivale
- vertigini
- nausea
- stipsi

### Beta bloccanti
I beta bloccanti sono dei farmaci in grado di antagonizzare la noradrenalina e l'adrenalina a livello dei recettori β1 e β2 adrenergici. Analogamente ai calcio antagonisti possiedono attività
- cronotropo negativa
- inotropo negativa
- dromotropo negativa.

Tali effetti si esplicano con un aumento del tempo di perfusione coronarica a causa dell'aumento del tempo di riempimento diastolico e una diminuzione delle richiesti di ossigeno da parte del miocardio a causa dell'effetto cronotropo ed inotropo negativo.
I principali beta bloccanti sono:
- acebutolo
- atenololo
- betaxololo
- bisoprololo
- carteololo
- carvedilolo
- celiprololo
- esmololo
- labetalolo
- metoprololo
- nadololo
- penbutolo
- pindololo
- propranololo
- sotalolo
- timololo.

Gli effetti avversi dei beta bloccanti sono diretta conseguenza del loro meccanismo d'azione. Possono manifestarsi capogiri e lipotimie a causa dell'eccessiva ipotensione. Si possono inoltre manifestare bradicardia e alterazioni della conduzione dell'impulso elettrico cardiaco. I farmaci beta bloccanti dovrebbero essere evitati nei soggetti con asma e broncopneumopatie croniche ostruttive a causa del possibile effetto broncocostrittore. In questi casi è consigliabile utilizzare farmaci beta bloccanti β1 selettivi come l'atenololo o il metoprololo. L'uso in soggetti diabetici in terapia insulinica dovrebbe essere evitato a causa dell'interferenza con la velocità di recupero dall'ipoglicemia insulino-indotta.